# Francisco Sarabia (Sonora)
Francisco Sarabia es un ejido del municipio de Huatabampo ubicado en el sur del estado mexicano de Sonora, en la zona del valle del río Mayo. Según los datos del Censo de Población y Vivienda realizado en 2010 por el Instituto Nacional de Estadística y Geografía (INEGI), Francisco Sarabia tiene un total de 491 habitantes. Fue fundado en los años 1950.

## Geografía
Francisco Sarabia se sitúa en las coordenadas geográficas 26°30′50″ de latitud norte y 109°06′22″ de longitud oeste del meridiano de Greenwich, a una elevación de 63 metros sobre el nivel del mar.